# اعیاد یهودی

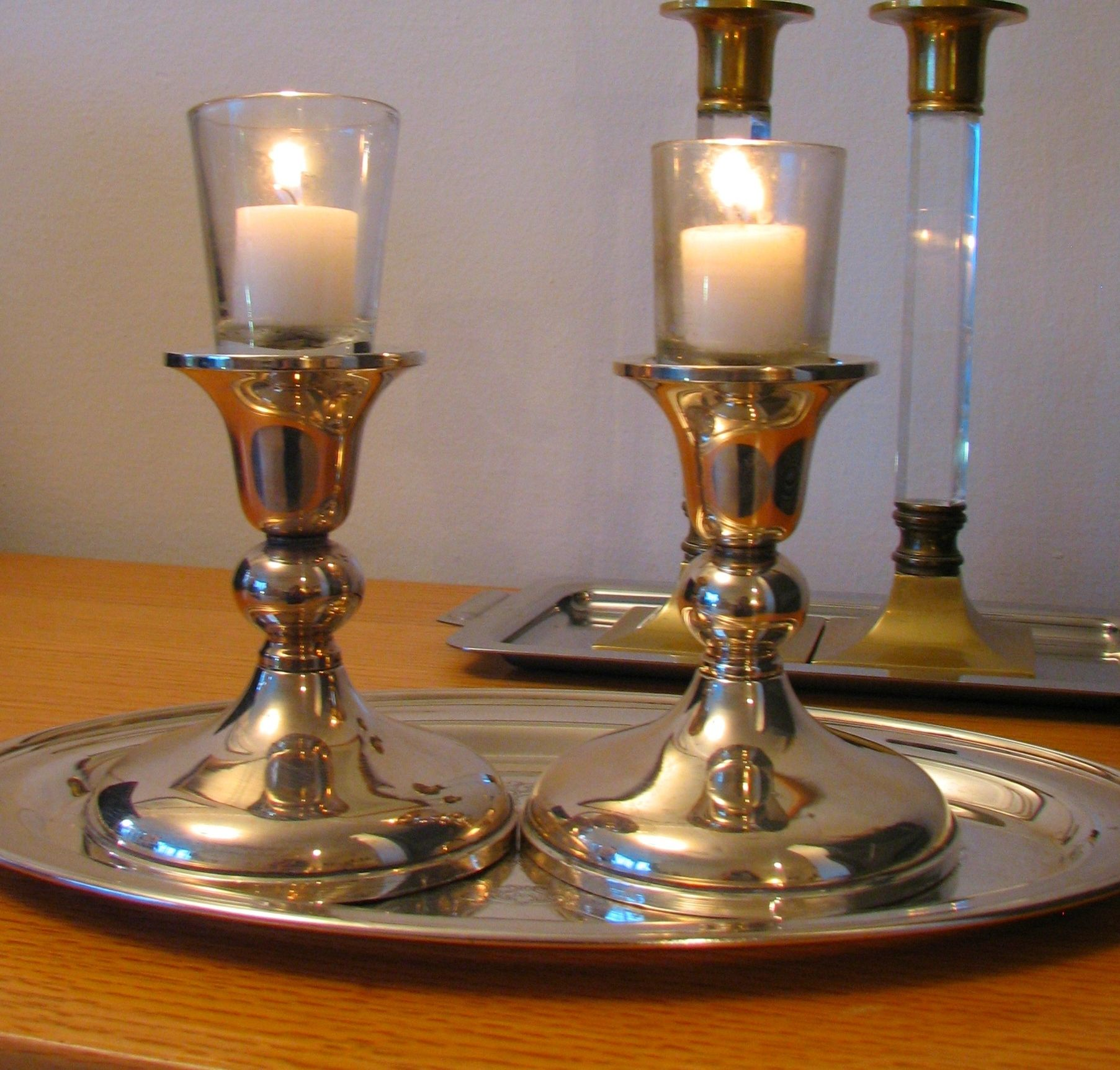
شمعهای روشن شده برای شبات.

اعیاد یهودی (יומים טובים) (یومیم طوویم، روزهای خوب) عیدهایی هستند که یهودیان در طول سال آن‌ها را جشن می‌گیرند. منبع این عیدها، کتاب مقدس است.

## پیش زمینه

### تقسیم‌بندی
اعیاد یهودی به چند دسته تقسیم می‌شوند:
- روزهای مقدس بالا که به روش هشانا و یوم کیپور گفته می‌شود. در زبان عبری یامیم نوراییم (ימים נוראים).
- سه عید زیارت، (عبری:שלוש רגלים شلوش رگالیم) که به پسح، شاوعوت و سوکوت گفته می‌شود.

### واژگان مورد استفاده
- یوم طوو (יום טוב)yom tove به عیدهایی که دارای منشأ در کتاب مقدس هستند گفته می‌شود. این اعیاد روش هشانا، یوم کیپور، اولین روز سوکوت، اولین و آخرین روز پسح و هستند.
- موعد (מועד) به صورت جمع موعدیم (מועדים) به سه عید زیارت، پسح، شاوعوت و سوکوت گفته می‌شود.
- حگ (חג) به صورت جمع حگیم (חגים) که به جای یوم طوو و موعد استفاده می‌شود. این لغت برای حنوکا و پوریم نیز استفاده می‌شود.
- تعانیت (תענית) به صورت کمتر رایج صوم (צום) به روزهای روزه گفته می‌شود. این روزه‌ها معمولاً دارای منشأ ربانی هستند.

## اعیاد یهودی

### شبات(שבת)
یا روز شنبه در دین یهودی حالت یک عید را دارد که روز هفتم هفته است. شبات در قبل از غروب خورشید روز جمعه شروع شده و شروع آن با روشن کردن شمع و قرائت قیدوش بر روی ظرف شراب مشخص می‌شود. شبات در شب روز شنبه به پایان می‌رسد و پایان آن توسط دعای هودالا مشخص می‌گردد.
در شبات کارهای زیر انجام می‌شود:
- قرائت تورات
- اضافه کردن مصاف به عبادت روزانه
- مصرف کردن سه وعده غذا که معمولاً بهتر و مفصلتر از غذای روزهای عادی است.
- عدم انجام کارهای ممنوع طبق شریعت یهود.

### روش حودش یا ماه نو
روش حودش (ראש חודש) (راس ماه) یک عید جزئی است که در روز اول هر ماه اتفاق میفتد.
رسم این است که کسی که اولین بار ماه نو را میبیند بلافاصله به صورت یک آدم خوشرو نگاه میکند و اعتقاد دارد که ماه خوبی پیش رو خواهد داشت.

### سلیخوت
ماه ایلول که قبل از روش هشانا است زمان توبه قلمداد می‌شود. از این رو دعای خاصی به نام سلیخوت به نماز روزانه اضافه میشوند.

### روش هشانا
- عرو روش هشانا (۲۹ ایلول)
- روش هشانا (۱–۲ تیشری)

بر اساس سنت یهودی روش هشانا (راس السنه، راس سال) یا روز به یاد آوردن (יום הזכרון، یوم هذیکارون) یا روز داوری (יום הדין یوم‌هدین). در این روز خداوند به عنوان پادشاه است و هر کسی را بر اساس اعمالش مورد قضاوت قرار می‌دهد و برای او در سال بعد تصمیم می‌گیرد. این عید با یک میصوت خاص مرتبط است که دمیدن شوفار (شیپور) می‌باشد.

### ده روز توبه
اولین ده روز ماه تیشری به عنوان ده روز توبه شناخته می‌شوند.

### صوم گدلیا (روزه گدلیا)
- روزه گدلیا (۳ تیشری)

روزه گدلیا (צום גדליה) یک عید جزئی یهودی است.

### یوم کیپور
یوم کیپور مقدسترین روز سال برای یهودیان است. مهمترین اعمال این روز توبه و بازگشت به خداوند است. این کار با عبادت و روزه گرفتن انجام می‌شود.

### سوکوت
- عرو سوکوت :۱۴ تیشری
- سوکوت: ۱۵–۲۱ تیشری

سوکوت یک عید هفت روزه است که به عنوان عید سایبان‌ها شناخته می‌شود. سوکوت یادآور زمانی است که قوم اسرائیل بر بیابان سرگردان بودند.

### شمینی عصروت، سیمخا توراه
- شمینی عصروت، ۲۲ تیشری
- سیمخا توراه، ۲۳ تیشری

شمینی عصروت روز بعد از پایان سوکوت است. شمینی در معنی لغوی به معنی هشت است.

### حنوکا
- عرو حنوکا، ۲۴ کیسلو
- حنوکا، ۲۵ کیسلو.

داستان حنوکا (חנוכה) در کتاب اول و دوم مکابی نقل شده ‌است. این کتاب‌ها قسمتی از تنخ نیستند بلکه جزو اضافات آن می‌باشند.

### دهم طبت
دهم توت یک عید جزئی می‌باشد که در آن برای یادآوری محاصره اورشلیم روزه گرفته می‌شود.

### پوریم
پوریم یادآور نجات یهودیان از توطئه‌ هامان و پیروز شدن آن‌ها بر دشمنانشان در امپراطوری پارس است. یهودیان این روز را به دلیل نجات از مرگ و دستور لغو کشتارشان از طرف پادشاه جشن میگیرند.
در زمان خشایارشاه، یهودیان جزء اقلیت های مذهبی ایران بودند. هامان صدراعظم خشایارشاه از قوم عمالیق بود که دشمنی دیرینه با یهودیان داشتند سعی در تحریک شاه به کشتن یهودیان داشت پیش  پادشاه از  این قوم ابراز نگرانی می کند و از پادشاه می خواهد تا پیش از آنکه این قوم علیه تاج و تخت شاه اقدامی کنند، با این قوم مقابله کند.
استر ملکه ایران ، همسر شاه خود از قوم یهود بود وقتی از توطئه هامان با خبر شد ، سعی در عوض کردن نظر خشایار شاه کرد و موفق شد و فرمان کشته شدن وزیر هامان را از شاه گرفت. 
استر و مردخای با کشته شدن پسران هامان نیز راضی نشده و اجساد آن ها را در شهر بر دار می کنند تا میان عمالق رعب و وحشت ایجاد کرده و ناگفته سرنوشت دشمنان و مخالفان یهودیان را به نمایش بگذارند.
پس از کشتن هامان، یهودیان مهاجر ساکن در ایران  دست به قتل عام گسترده عمالیق می زنند. در ۱۲۷ استان ایران آن زمان، طی دو روز بیش از ۷۷ هزار عمالیق - و به روایتی دیگر ۵۰۰ هزار نفر - کشته می شوند.

### پِسَح
پسح روز آزادی بنی اسرائیل از بردگی در مصر است. این عید یکی از سه عید مهم است که در کتاب مقدس مورد اشاره قرار گرفته ‌است.
که با نام فصح نیز خوانده میشود. 
«روز چهاردهمِ نخستین ماه، پِسَخ خداوند است.
اعداد ۲۸:۱۶

### سفیرا
سفیرا ۴۹ روز بین پسح و شووت است.

### لگ باعومر
لگ باعومر روز ۳۳ در ۴۹ روز سفیرا است.

### شاووعوت
شاووعوت یا عید هفته‌ها یکی از سه زیارت یهودی است که در تورات ذکر شده ‌است.

### مرثیه برای اورشلیم، هفدهم تموز و نهم آو
دو عید هفدهم تموز و تیشا به آو یا نهم آو یادآور نابودی اورشلیم هستند. هفدهم تموز روزی است که دیوارهای اورشلیم برای اولین بار توسط رومیان گذشته شد. تیشابه آو روزی است که اورشلیم به صورت کامل توسط رومیان نابود شد.